# Temporada de huracanes del Atlántico de 2000
La temporada de huracanes del Atlántico de 2000 se inició oficialmente el 1 de junio, y se extendió hasta el 30 de noviembre. Estas fechas delimitan convencionalmente el período de mayor actividad de ciclones tropical en el norte del Atlántico.
La tormenta más impactante de la temporada fue el Huracán Keith, el dejó varios fallecidos y produjo grandes daños en Belice, Nicaragua y Honduras. Su precursor la tormenta tropical Leslie proudujo severas inundaciones en el sur de Florida, causando casi 1000 millones (USD) en daños. Adicionalmente, el Huracán Alberto se convirtió en uno de los ciclones tropicales más duraderos del Atlántico.

## Tormentas
Cronología de la actividad tropical del Atlántico en 2000 en la temporada de huracanes

La siguiente información ha sido extraída, en su mayor parte, del resumen de la temporada 2000 de la página oficial del Centro Nacional de Huracanes 

### Depresión Tropical Uno
Una onda tropical en el golfo de México se convirtió en la depresión tropical uno el 7 de junio. La depresión se mantuvo por un día, y por el 8 de junio, se había disipado sin efectos o daños.

### Depresión Tropical Dos
La depresión tropical dos se formó de una onda tropical en la parte oriental del océano Atlántico cuando se encontraba a unos 555 km al sureste de Cabo Verde el 23 de junio. Alcanzó una intensidad máxima de 55 km/h y una presión mínima de 1008 mbar. La tormenta se trasladó inusualmente rápido, desplazándose a 27–37 km/h. Se previó que se convirtiera en una tormenta tropical. Sin embargo, degeneró en una onda tropical el 25 de junio.

### Huracán Alberto
Alberto se formó el 3 de agosto al sur Cabo Verde. Hizo la transición de tormenta tropical a huracán en tres oportunidades. Luego de haberse formado, Alberto de dirigió hacia el noroeste, para luego cambiar su rumbo al este y hacer un ciclo enorme, alcanzando su velocidad tope de 210 km/h el 12 de agosto. El 23 del mismo mes, se clasificó a Alberto como extratropical. Este Alberto extropical comenzó a moverse hacia el noreste y pasó sobre el noroeste de Islandia antes de disiparse el 25 de agosto en las cercanías de la isla Jan Mayen.
Alberto ocupa el séptimo lugar entre los ciclones tropicales más duraderos que han ocurrido en el Atlántico, y el segundo lugar de entre los ocurridos en el mes de agosto. Alberto también tiene el segundo lugar por distancia recorrida por un huracán Atlántico, 10500 km, habiendo alcanzado hasta el norte de Islandia. No se conocen daños causados por este huracán dado que no llegó a tocar tierra.
Alberto fue uno de los varios huracanes formados tardes en el año (se formó el 3 de agosto). Tal fenómeno no se volvió a repetir sino hasta la Temporada de huracanes en el Atlántico, 2004 cuando el Huracán Alex se formó el 31 de julio y duró hasta el 6 de agosto.

### Depresión Tropical Cuatro
Una depresión tropical anormalmente pequeña se desarrolló alrededor de 650 km al este de Cabo Cañaveral el 8 de agosto. Alcanzó una fuerza máxima de 55 km/h y una presión mínima de 1009 mbar. La tormenta en primer lugar se dirigió al oeste-suroeste, pero finalmente, comenzó a girar al oeste-noroeste, y finalmente hacia el noreste. Se disipó el 11 de agosto.

### Tormenta tropical Beryl
Beryl se formó en el suroeste del golfo de México el 14 de agosto. En un comienzo se dirigió hacia el oeste y alcanzó tierra al día siguiente a 30 millas náuticas del norte de La Pesca, Tamaulipas. Inicialmente se pensó que sería un huracán al tocar tierra, pero Beryl permanació en su estado desordenado y con vientos de 80 km/h. La tormenta causó amplias inundaciones en Tamaulipas, y un fallecido por ahogo. No se dispone del estimado de daños causados en México, ni se presenta reportes de daños en el sur de Texas.

### Tormenta tropical Chris
La tormenta tropical Chris se formó el 18 de agosto varias cientos de millas al este de las Antillas Menores a partir de una onda tropical. Se desplazó hacia oeste-noroeste, transfomándose en tormenta tropical 6 horas antes de disiparse el 19 de agosto. No se reportaron daños, dado que la tormenta permaneció en el mar y no alcanzó a tocar tierra. Chris y Alex (1998) son los únicos sistemas que han sido disipados por esquillas verticales desde 1997 cuando era un acontecimiento común debido al fenómeno El Niño.

### Huracán Debby
Debby se formó en el este de las Islas de Barlovento el 20 de agosto. La tormenta aumentó sus potencia para convertirse en huracán de categoría 1 al día siguiente. Sin embargo, Debby permaneció como un huracán desordenado el resto de su vida. Se desplazó hacia el oeste, pasando por encima de las Islas de Sotavento, cerca del norte de Puerto Rico y La Española. Debby se disipó en las cercanías del suroeste de Cuba el 24 de agosto.

En Barbuda, Debby causó daños moderados en los techos. Y a lo largo de las Antillas Menores sus vientos dañaron cosechas y líneas eléctricas. En las Islas Vírgenes, los daños alcanzaron un total de $200.000 (USD 2000).Archivado el 11 de junio de 2007 en Wayback Machine. Debby también soltó unas 12 pulgadas de lluvia en Puerto Rico, causando deslizamientos de tierra y dañando puentes y carreteras.  406 casa resultaron afectadas por la inundación, con un total de $501.000 en daños, principalmente en la munipalidad de Caguas.  (enlace roto disponible en Internet Archive; véase el historial, la primera versión y la última). También en ese isla, la tormenta fue responsable indirecta de una muerte. Por otra parte, en la costa norte de República Dominicana, las olas y la lluvia causaron daños de leves a moderados. En Cuba, lo que quedaba de Debby ayudó a terminar con una sequía severa. 

### Tormenta tropical Ernesto
Ernesto fue una tormenta de corta vida que se formó el 1 de septiembre de una onda tropical. Se movió hacia el noroeste, convirtiéndose en tormenta tropical el día 2. Un alto nivel de cizalladura en la parte alta para el mes de septiembre impidió que la tormenta aumentase sus fuerzas. Ernesto se disipó el 3 de septiembre. Existe la posibilidad de que Ernesto no fuese un ciclón tropical. Cuando fue elevado a tormenta tropical, una estimación del viento de la superficie indicó la existencia de una onda tropical abierta en vez de una circulación. Dado que toda la vida de Ernesto fue rastreada por satélite permaneció clasificada como tormenta tropical aún en el post-análisis por la falta de información.

### Depresión Tropical Nueve
La depresión tropical nueve se desarrolló en el golfo de México. Se desarrolló demasiado cerca a tierra para convertirse en una tormenta tropical, alcanzó una velocidad máxima de viento de 55km/h. Tocó tierra cerca de Sabine Pass, con vientos de 45km/h y una presión de 1009 mbar, el 9 de septiembre. Se disipó el mismo día y trajo lluvias y tormentas ocasionales a la costa del norte central del golfo de México.

### Huracán Florence
Un frente frío que pasó por América de norte la segunda semana de septiembre creó un sistema de baja presión que tomó características tropicales y que fue llamado Florence el 11 de septiembre. Éste alcanzó nivel de huracán el mismo día. Florence merodió durante varios días por antes de tomar su recorrido hacia al noreste que lo llevó hacia Bermudas. A medida que alcanzó aguas más cálidas Florence se debilitó y el 17 fue absorbido por una baja extratropical cuando estaba en el sur de Terranova. Florence no causó daños directos y fatalidades. Sin embargo, Florence causó 3 muertes indirectas debido a ahogos.

### Huracán Gordon
La depresión tropical once se formó al sur de la península de Yucatán el 14 de septiembre. Luego de atravesar tierra hacia el golfo de México, la depresión empezó a dirigirse al noreste y el 16 fue elevada a tormenta tropical con el nombre de Gordon. Un día más tarde, alcanzó la fuerza de huracán. Gordon empezó a debilitarse rápidamente mientras se aproximaba a Florida, tocando tierra cerca del Cayo Cedar el 18 como tormenta tropical. Lo restante de Gordon continuaron su trayectoria hacia la costa este de los EE. UU. por varios días antes de ser absorbida por otro sistema.

Veintitrés muertes en Guatemala son atribuidas a inundaciones causadas por la depresión tropical que luego fue llamada Gordon. Una muerte por ahogamiento fue reportada en Pensacola, Florida. Los daños causados en Florida se resumen en árboles y líneas de electricidad, los cuales se estiman en $10,8 millones. No se dispone de estimación de los daños en Guatemala.

### Tormenta Tropical Helene
La depresión tropical doce se formó al este de las Islas de Barlovento el 15 de septiembre. Se debilitó, y desplazó por el mar Caribe. Luego, el 19 se elevó nuevamente a tormenta tropical, y el 21 se le otorgó el nombre de tormenta tropical Helene mientras se encontraba en el sureste del golfo de México. La tormenta cambió se trayecto hacia el norte, y tocó tierra en Fort Walton Beach, Florida el 23 de septiembre. El sistema se debilitó y fue bajado de categoría a depresión tropical, pero permaneció intacto mientras se movía por el sureste de EE. UU., pasando por la costa de Carolina del Norte para luego regresar al mar. Helene recuperó fuerzas y su nivel de tormenta tropical mientras se desplazaba rápidamente hacia el noreste. Se juntó con un frente frío el 25 de septiembre. Una persona murió por un tornado que se creó cuando la depresión tropical se desplazaba por Carolina de Sur. También se reportaron inundaciones el Tallahassee, Florida.

### Huracán Isaac
Isaac fue un poderoso Huracán de tipo Cabo Verde - el segundo huracán más fuerte de la temporada - que permaneció en el mar. Obtuvo su nombre de tormenta el 22 de septiembre. Isaac se desplazó hacia el noreste durante esa semana, aumentando sus fuerzas en el trayecto. Al alcanzar categoría 4 con vientos de 225 km/h y presión mínima de 943 mbar, empezó a cambiar sus movimientos desde el noroeste hacia una trayectoria más al noreste. En dicha vuelta, Issac predidió gran parte de sus fuerzas y el 1 de octubre fue bajado a tormenta tropical. Ese mismo día se convirtió en extratropical. La tormenta extratropical continuó hacia el noreste, y fue absorbida por un sistema más grande en el norte de Escocia. Aunque se mantuvo alejada de América del Norte, Isaac generó olas que volcaron un bote en la costa de Long Island, ahogando a uno de sus pasajeros.

### Huracán Joyce
No se pudo establecer con precisión el día en Joyce Daniela se convirtió en una tormenta con nombre, debido a que las observaciones de las imágenes satélitales resultaron inconclusas. Sin embargo, se sabe que el 28 de septiembre se convirtió oficialmente en huracán de categoría 1, cuando se encontraba entre África y las Antillas Menores. Un Joyce Daniela debilitado se dirigió hacia el oeste y bajo su intensidad a depresión tropical cuando cruzaba el mar Caribe el 1 de octubre. Se disipó al día siguiente. No se reportaron daños.

### Huracán Keith
Una onda tropical de larga duración se convirtió en depresión tropical a 60 millas náuticas del noreste del Cabo Gracias a Dios, Nicaragua y Honduras el 28 de septiembre. Un día más tarde fue clasificado como la tormenta tropical Keith. Éste cobró fuerzas rápidamente mientras se desplazaba lentamente hacia el oeste, alcanzando categoría 4. Keith se debilitó levemente luego de que su ojo cruzara el Cayo Ambergris y Cayo Caulker, y Belice el 1 de octubre, luego pasó día marodeando la costa de Belice. Durante este tiempo se debilitó dramáticamente hasta alcanzar categoría 1 al momento de tocar tierra en Belice entre Ciudad de Belice, Chetumal y Quintana Roo.
Atravesó Belice y entró en Campeche, y de allí de nuevo hacia el golfo de México. Luego de emerger del agua, Keith recuperó fuerzas y convertido en un huracán pequeño tocó nuevamente tierra al norte de Tampico.

Keith es responsable de veinticuatro muertes, doce debidas a inundaciones en Nicaragua. El daño monetario causado en Belice se estima en 225 millones de USD. No se dispone de los estimado de daños en México, ni en Guatemala en donde causó inundaciones.

### Tormenta tropical Leslie
Un área de baja presión se formó a las orillas del Fuerte Myers, cruzando Florida causando fuertes lluvia a través del sureste del estado, con hasta 17,50 pulgadas en el sur de Miami. Un mapa que indica la cantidad de lluvia caída en cada parte del estado puede ser visto aquí. Bajando a depresión subtropical cuando se alejaba de la costa este de Florida, el ciclón se ordenó y convirtió en la tormenta tropical Leslie el 5 de octubre estando a 200 millas náuticas del este de San Agustín, Florida. Permanació como una tormenta tropical débil al desplazarse hacia el este, luego hacia el noreste, y se convirtió en extratropical el 7 de octubre. No se asociaron daños a Leslie ni a la depresión subtropical. Sin embargo, los disturbios que causó fueron responsable de $700 millones en daños en Florida, en su mayoría pérdidas de cosechas.

### Huracán Michael
Una corriente de frío de nivel alto bajo indujo la formación de una superficie baja en la parte subtropical del Atlántico a comienzos de octubre. Desarrolló sufienciente orden como para se considerada depresión subtropical el 15 de octubre, y se convirtió en tormenta subtropical al día siguiente. Se centró se convirtió aumentó se temperatura, y fue reclasificado como tormenta tropical Michael el 17, cuando estaba a varios cientos de kilómetros de Bermudas. Se convirtió en huracán más tarde, y luego de permanecer quieto comenzó desplazarse velozmente hacia el noreste. Michael continuó fortaleciéndose y alcanzó vientos de 160 km/h antes de golpear Terranova en 20. Se convirtió en extropical debido al nivel de cizalladura superior y el aire frío, y fue absorbido por un sistema más grande al día siguiente. Los daños en Terranova fueron ligeros.

### Tormenta Tropical Nadine
La última tormenta tropical de la temporada surgió de una onda tropical el 19 de octubre en el sureste de Bermudas. La poca cizalladura vertical y las aguas cálidas permitieron que se fortaleciera el 20, cuando le fue asignado el nombre de Nadine. La tormenta alcanzó su tope de 97 km/h el 21. Sin embargo, las condiciones cambiaron rápidamente y se detuvo el crecimiento de la tormenta, por lo que Nadine se redujo a una leve tormenta extratropical el 22 de octubre. No hubo daños asociados a esta tormenta, dado que todo su trayecto se realizó en mar adentro.

### Tormenta subtropical Oscar
Una subtormenta tropical se formó hacia finales de octubre a partir de un sistema extratropical bajo. Habiéndose formado sobre Bahamas el 25 de octubre, mantuvo su rumbo hacia el norte, incrementando su fuerza constantemente hasta llegar a vientos de 97 km/h, que corresponden a ciclón subtropical. Luego se alejó de la costa este de los Estados Unidos desviándoseal noreste, donde alcanzó su velocidad pico de 105 km/h el 28. Se tornó extratropical varios kilómetros al sur de Nueva Escocia sin llegar a alcanzar tierra firme. Esta tormenta nunca llegó al grado de ciclón tropical. Fue la última tormenta subtropical en carecer de nombre, dado que en el 2002 se decidió colocarles nombres a éstas también, en cuyo caso se hubiese denominado tormenta subtropical Oscar.

### Otras tormentas
Además de las catorce tormentas, el Centro de Predicción Hidrometeorológica (Hydrometeorological Prediction Center) sugirió que otra tormenta subtropical se formó en agosto. Sin embargo, dicha información no fue confirmada por el CNH. 

## Clasificación de energía ciclónica acumulada (ACE)
| ACE (104 kt2) \u2013 Tormenta | ACE (104 kt2) \u2013 Tormenta | ACE (104 kt2) \u2013 Tormenta | ACE (104 kt2) \u2013 Tormenta | ACE (104 kt2) \u2013 Tormenta | ACE (104 kt2) \u2013 Tormenta |
| ----------------------------- | ----------------------------- | ----------------------------- | ----------------------------- | ----------------------------- | ----------------------------- |
| 1                             | 36.9                          | Alberto                       | 8                             | 3.48                          | Helene                        |
| 2                             | 28.4                          | Isaac                         | 9                             | 3.35                          | Gordon                        |
| 3                             | 12.2                          | Keith                         | 10                            | 1.33                          | Leslie                        |
| 4                             | 8.49                          | Florence                      | 11                            | 1.24                          | Nadine                        |
| 5                             | 7.55                          | Joyce                         | 12                            | 0.89                          | Beryl                         |
| 6                             | 5.83                          | Debby                         | 13                            | 0.74                          | Ernesto                       |
| 7                             | 5.08                          | Michael                       | 14                            | 0.12                          | Chris                         |
| Total=116                     |                               |                               |                               |                               |                               |

La tabla a la derecha muestra la Energía ciclónica acumulada (ACE) para cada tormenta de la temporada. El ACE, es, en términos generales, la medida de potencia del huracán multiplicado por la cantidad de tiempo que existió, por lo que los huracanes que resistieron más días tienen «ACEs» más altos (como el Huracán Alberto). El ACE total de la temporada de 2000 es 116, el cual es considerado por encima del promedio.

## Nombre de tormentas de 2000
Los nombres usados para las tormentas del Atlántico norte durante la temporada de 2000, son listados a continuación. Los nombres que no hallan sido retirados que esta lista serán utilizados nuevamente en la temporada de 2006. Esta es igual a la lista usado para la temporada del 1994. Las tormentas fueron llamadas Joyce, Leslie, Michael, y Nadine por primera vez este año, Joyce reemplazo a Joan en la temporada 1994, pero no fue utilizado. Los nombres que no han sido usados en esta temporada están marcados con gris.
| - Alberto - Beryl - Chris - Debby - Ernesto - Florence - Gordon | - Helene - Isaac - Joyce - Keith - Leslie - Michael - Nadine | - Oscar (sin usar) - Patty (sin usar) - Rafael (sin usar) - Sandy (sin usar) - Tony (sin usar) - Valerie (sin usar) - William (sin usar) |

### Nombres retirados
Véase también: Lista de nombres de huracanes del Atlántico retirados
La Organización Meteorológica Mundial retiró un nombre en la primavera de 2001: Keith. El nombre Kirk lo reemplazó a partir de la temporada de 2006.